# Ivonne Gómez
Ivonne Gómez (1982 - 29 de junho de 2010) foi uma modelo e apresentadora de televisão colombiana.